# خوان مانوئل گارسیا (بازیکن فوتبال آرژانتینی)
خوان مانوئل گارسیا (انگلیسی: Juan Manuel García؛ زادهٔ ۱۴ نوامبر ۱۹۹۲) بازیکن فوتبال در پست باشگاه فوتبال نیولز اولد بویز اهل آرژانتین است که در باشگاه فوتبال نیولز اولد بویز بازی می‌کند.
از باشگاه‌هایی که در آن بازی کرده‌است می‌توان به باشگاه فوتبال بانفیلد اشاره کرد.